# ضبر خيرة (سنحان)
ضبر خيرة هي إحدى قرى عزلة الفروات بمديرية سنحان وبني بهلول التابعة لمحافظة صنعاء، بلغ تعداد سكانها 907 نسمة حسب تعداد اليمن لعام 2004.